# Río Alvares
El río Alvares es un río costero del norte de España que discurre íntegramente por el centro del Principado de Asturias. Desemboca en el mar Cantábrico formando un estuario conocido como ría de Avilés por encontrarse junto a la ciudad de Avilés. Teniendo en cuenta la longitud de la ría, el curso del río tiene 22,1 km de longitud.

## Curso
El Alvares nace en la ladera del Alto del Cume, en el concejo de Llanera, a una altitud de 250 m y desemboca en el mar Cantábrico, formando la ría de Avilés tras recorrer unos 9,6 km  - o 22 km si se incluye la ría - que atraviesan las poblaciones de Avilés, Trasona, Nubledo, Cancienes, Solís y Alvares. Poco antes de su desembocadura sus aguas están embalsadas en el embalse de Trasona, el cual también se alimenta de las aguas del río Narcea a través del canal del Narcea. A partir de ahí el río es encauzado y, tras atravesar instalaciones siderúrgicas, llega a la ría de Avilés donde ensancha hasta superar los 300 m.
Sus afluentes principales son los ríos l'Escañoriu, Moriana, Molleda, Raíces, Tabaza y Villa. 

## Fauna
Según muestreos de pesca eléctrica acometidos entre los años 1997 y 2019, referencias bibliográficas y comunicaciones orales fidedignas, en el río Alvares se han detectado especímenes de anguila.